# Santa Caterina (Maratea)
Santa Caterina è la più piccola frazione comunale marateota, in provincia di Potenza. Prende il nome alla sua santa protettrice.

## Geografia fisica
Santa Caterina si trova sul versante sud del monte San Biagio, in posizione diametralmente opposta al capoluogo comunale. Dista circa 3 km da Massa e 5 km da Brefaro.

## Storia
L'abitato di Santa Caterina esisteva già nel XVII secolo. Raggruppata intorno a una cappella dedicata a Santa Caterina d'Alessandria, si è ingrandita recentemente, in seguito alla costruzione di un grande plesso alberghiero.

## Monumenti e luoghi d'interesse

### Architetture religiose

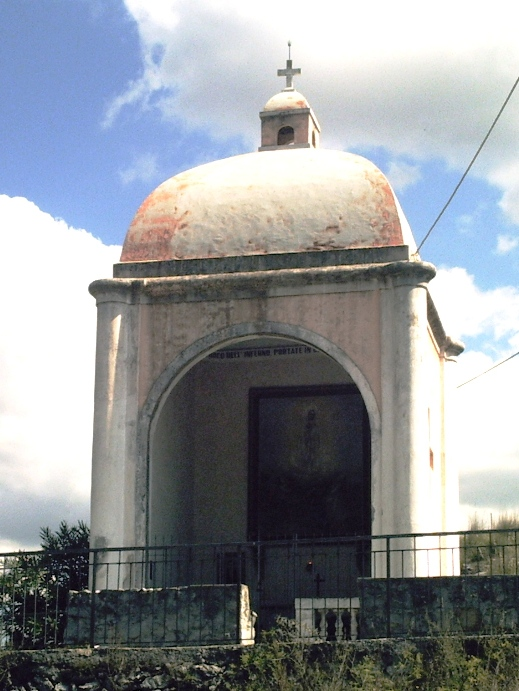
La caratteristica cappella di Fatima a Santa Caterina.

A Santa Caterina sono presenti la piccola chiesa di Santa Caterina d'Alessandria e la cappella della Madonna di Fatima. Nei pressi di Santa Caterina si trova anche un cimitero, di cui usufruisce insieme alle frazioni Massa e Brefaro.

## Economia

### Turismo
Santa Caterina, situata in posizione strategica tra il Castello e le frazioni montane, ospita il famoso hotel Pianeta Maratea, albergo di punta di Maratea.

## Infrastrutture e trasporti
L'abitato di Santa Caterina si estende lungo una variante della Strada Provinciale SP 3, che collega il Borgo di Maratea al Castello. Da Santa Caterina si raggiungono anche Massa e Brefaro.